# MS Batory
Баторій (пол. MS Batory) — польське трансатлантичне пасажирське судно, однотипне судно з Пілсудським. Корабель введений в експлуатацію в 1936 році і виведений в 1969 році. У 1971—1972 роках обробив на метал в Гонконзі. Мав прізвисько «Щасливий корабель».

## Історія

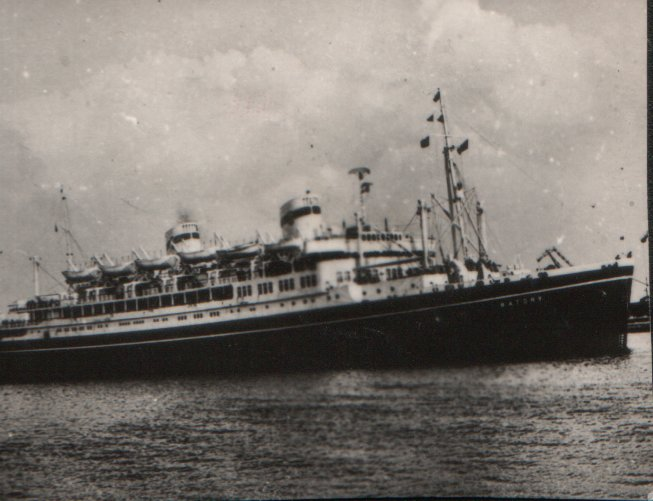
Фотографія «Баторія» 1960-х років.

### Проєкт
На початку 1930-х рр. Польське трансатлантичне судноплавне суспільство (ПТСС) Судноплавні лінії Гдиня-Америка пол. Polskie Transatlantyckie Towarzystwo Okrętowe SA мало в своєму складі три застарілих судна, пристосованих для перевезення емігрантів в США («Полонія», «Пуласкі» і «Костюшко»). Ці судна не відповідали останнім стандартам пасажирського транспорту і підлягали списанню. У цей же час було ухвалене рішення змінити профіль північноамериканської лінії з емігрантської на туристичну. У такій ситуації виникла необхідність в будівництві нових кораблів, що відповідають останнім стандартам. 27 жовтня 1932 р наглядова рада ПТСС ухвалила рішення про будівництво двох кораблів. Тендерні пропозиції були відправлені на дев'ять європейських верфей. В результаті були обрані дві найкращі пропозиції для подальшого розгляду: датська верф Nakskov Skibsvaerft і італійська Cantieri Riuniti dell'Adriatico. Пропозиція італійців виявилася найбільш придатною завдяки сучасним технічним рішенням, більш низькими цінами і формою оплати, яка частково мала бути реалізована в рахунок польського вугілля.

### Будівництво
29 листопада 1933 року в Варшаві директори ПТСС і представник верфі з Монфальконе підписали контракт на будівництво двох однотипних пасажирських і вантажних суден. Вартість контракту, включаючи відсотки, склала близько 1,9 мільйона доларів США (69 мільйонів лір). 13 грудня 1933 року було підписано угоду про постачання польського вугілля на італійські залізні дороги. Поставки повинні були бути на суму 60 мільйонів лір, що покривало більшу частину вартості контракту.
У 1934 р Польське трансатлантичне судноплавне суспільство (ПТСС) змінило свою назву на Судноплавні лінії Гдиня-Америка пол. Gdynia-Ameryka Linie Żeglugowe S.A.
Перший з кораблів назвали «Пілсудський». Назва другого судна було предметом безлічі дискусій. З боку польської громади Америки було внесено пропозицію назвати корабель «Падеревський». Судновласник віддавав перевагу назві «Костюшко», в честь знятого з експлуатації однойменного судна. В кінцевому підсумку було обрано назву «Баторій».
Кіль «Баторія» був закладено 1 травня 1934 года, кораблю присвоїли будівельний номер 1127. Спущений на воду 3 липня 1935 року. Хрещеною матір'ю корабля стала Ядвіга Бартель де Вейденталь. Досвід експлуатації «Пілсудського» показав його не найкращі морехідні якості, тому на «Баторія» довелося внести невеликі технічні зміни. 8 квітня 1936 р через два місяці після закінчення терміну, передбаченого контрактом, судно було передано замовнику.

### Опис
«Баторій» представляв собою двохвинтовий пасажирський теплохід, здатний перевозити 760 пасажирів і 1200 тон вантажу. На той момент його водотоннажність складала 14 287 реєстрових тон, вантажопідйомність 5560 т. Корабель мав 7 палуб, в тому числі: сонячну палубу, шлюпкову палубу, прогулянкову палубу, а також палуби A, B, C і D. Корпус поділявся дев'ятьма водонепроникними перегородками. Нововведенням на цьому типі суден була наявність кают всього двох класів: III і туристичного. Завдяки цьому рішенню стало можливим краще планувати круїзи і пропонувати клієнтам більш вигідні умови подорожі.

### Інтер'єр
І «Баторій», і «Пілсудський» повинні були стати плавучими салонами, демонструвати рівень польської культури. Художній комітет, що складався з Войцеха Ястшембовського (голова), Леха Немоєвського (секретар), Тадеуша Прушківського і Станіслава Брукальского, курував оформлення обох океанських лайнерів. В результаті була залучена до роботи велика група провідних польських художників, які спроектували не тільки окремі приміщення (вітальні, курильні кімнати, холи, каплиці і т. д.), але і найдрібніші деталі, такі як посуд, і меню.

## Галерея

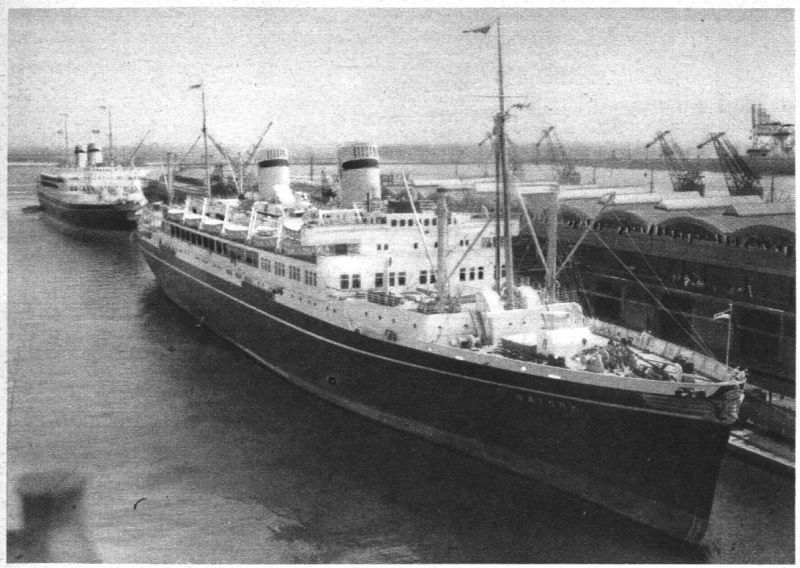
«Баторій» (за ним «Пілсудський») на Морському вокзалі в Гдині в 1937 році.
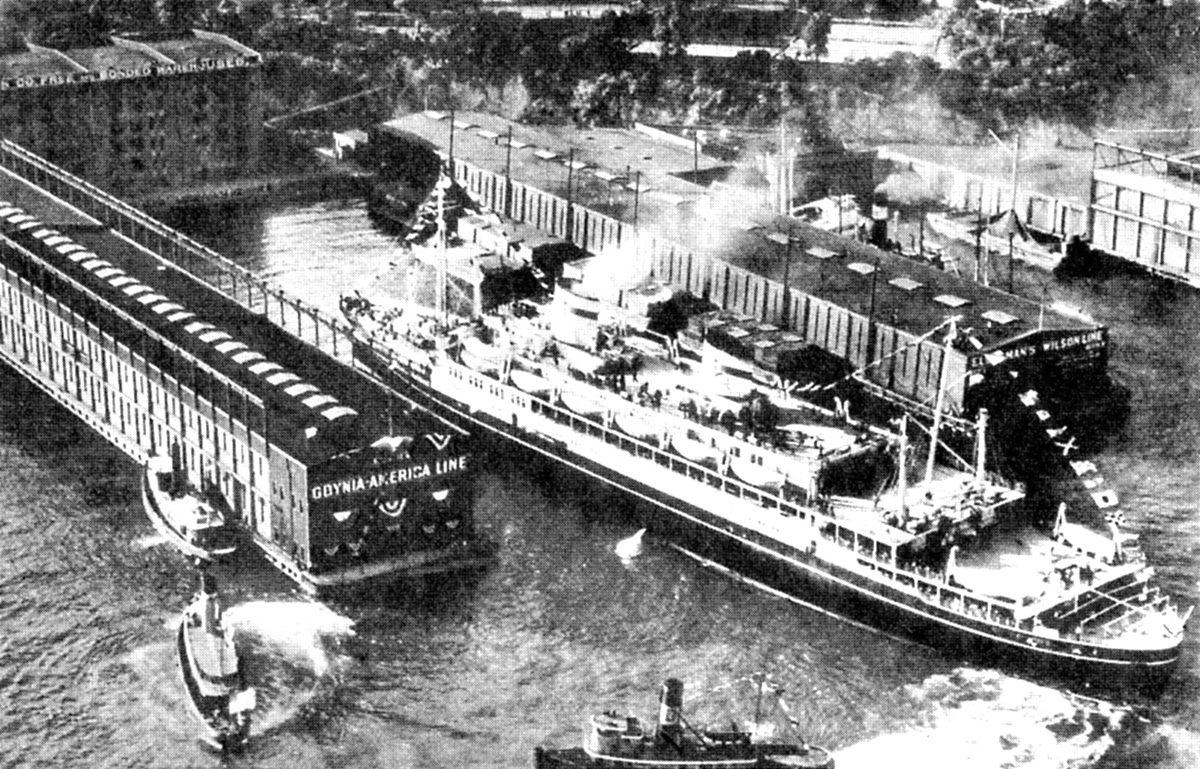
Перший захід «Баторія» в порт Нью-Йорка.
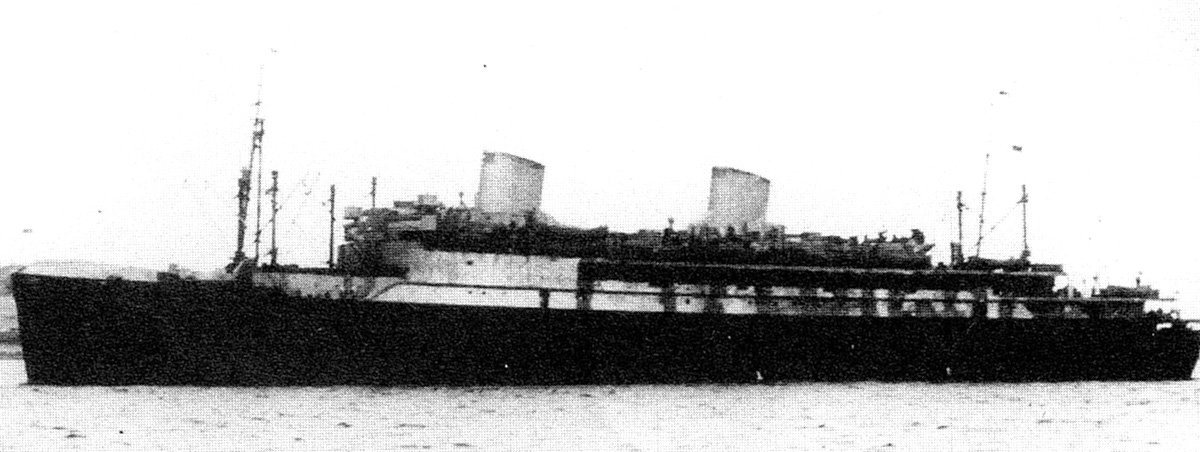
«Баторій»
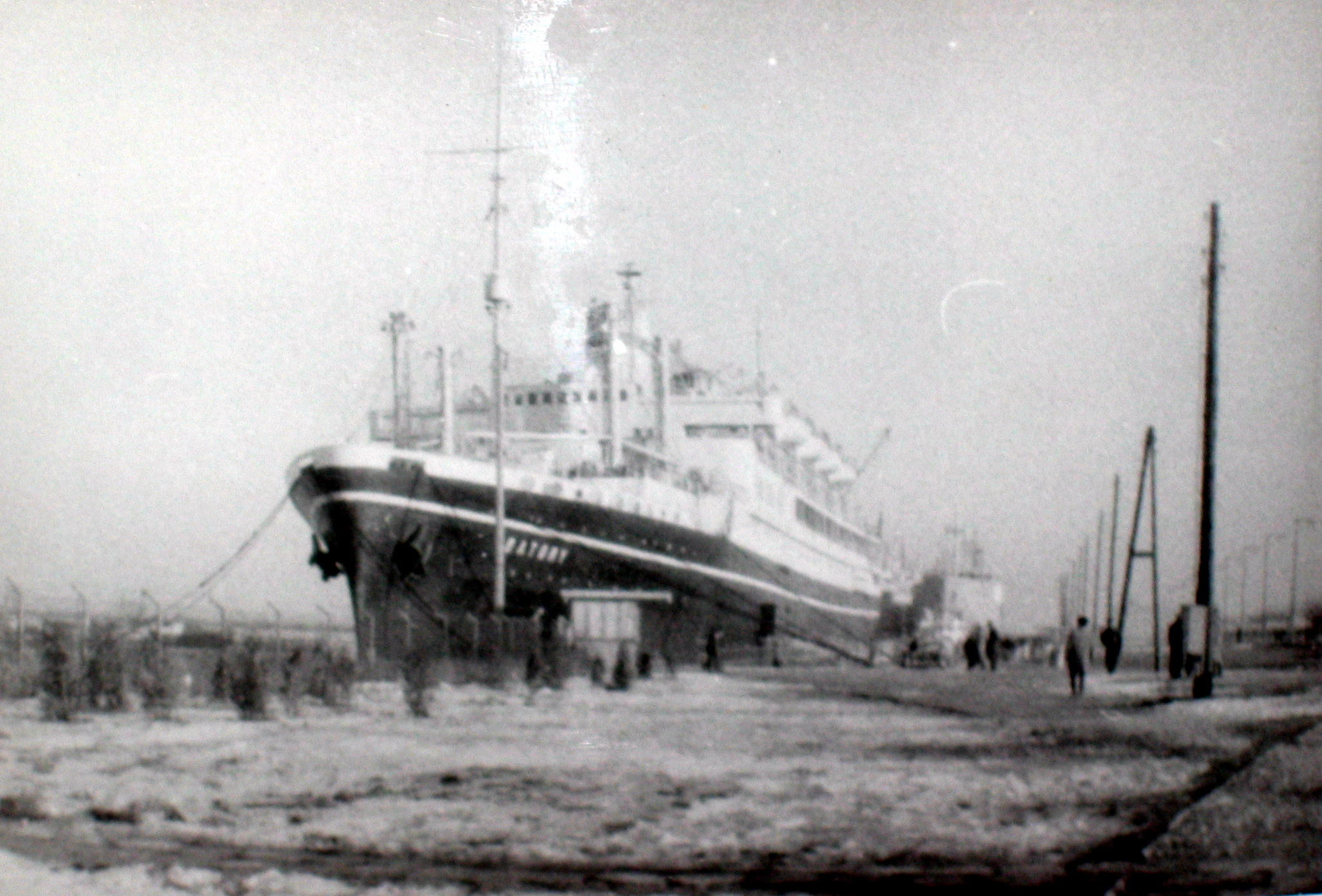
На площі Костюшко незабаром після повернення з війни